# CSM Reșița
El CSM Reșița es un equipo de fútbol de Rumania que juega en la Liga II, la segunda división de fútbol en el país.

## Historia
Fue fundado en el año 1926 en la ciudad de Resita, del condado de Caras-Severin con el nombre UD Resita tras la fusión de los equipos Uzinele și Domeniile Reșița y Reșița Factories and Domains, y han tenido varios nombres a lo largo de su historia, los cuales han sido:
| Nombre              | Periodo       |
| ------------------- | ------------- |
| UD Reșița           | 1926–1948     |
| Metalochimic Reșița | 1948–1949     |
| Metalul Reșița      | 1949–1956     |
| Energia Reșița      | 1956–1957     |
| CSM Reșița          | 1957–1974     |
| FCM Reșița          | 1974–1982     |
| CSM Reșița          | 1982–2005     |
| FCM Reșița          | 2005–2008     |
| Școlar Reșița       | 2008–2012     |
| FCM Reșița          | 2012–2014     |
| CSM Școlar Reșița   | 2014–presente |

En la temporada de 1930/31 llegan a jugar en la Liga I, y ganan el título al vencer en la final al SG Sibiu 2-0, pero con el final de la Segunda Guerra Mundial y la llegada del comunismo a Rumania, el fútbol profesional se perdió, por lo que el club se fusiona con el Otelul Resita y nace el Metalul Resita.
En 1954 se convierte en el primer equipo de fútbol de Rumania que gana la Copa de Rumania como un equipo que no jugaba en la Liga I luego de vencer en la final al FC Dinamo Bucarest 2-0.
El club ha jugado en más de 15 temporadas en la Liga I hasta que desapareció en el 2008 por problemas de financiamiento, pero un año después el club es refundado bajo el nombre Școlar Reșița y juega en la Liga III, y para 2012 cambia su nombre al de FCM Resita. En 2014 adoptan su nombre actual debido a que el club se volvió municipal, financiado por el gobierno de Resita.

## Palmarés
- Liga I (1): 1930–31
- Liga II (4): 1937–38, 1971–72, 1991–92, 1996–97
- Liga III (1): 1936–37
- Liga IV Caraș-Severin (1): 2015–16
- Romanian Cup (1): 1954

## Jugadores

### Jugadores destacados
- Adalbert Deșu
- Alex Popovici
- Claudiu Frumoca
- Valentin Boșca
- Leontin Doană
- Roco Sandu
- Valentin Ciucur
- Claudiu Balaci
- Gheorghe Popa
- Petre Pănescu
- Cristian Chivu
- Ion Ibric
- Gabriel Perșa
- George Ușurelu
- Florin Căprariu
- Florin Călugărița

## Entrenadores

### Entrenadores destacados
- Mircea Chivu